# 王宗茂
王宗茂（1511年—1562年），又名王宗懋，字時育，號虹塘，湖廣安陸州京山縣人，軍籍，明朝政治人物。

## 生平
嘉靖十年（1531年）辛卯科湖廣鄉試第二十三名舉人，二十六年（1547年）中式丁未科會試第一百六十八名，三甲第一百六十七名進士。授行人司行人，三十一年（1552年）升南京廣東道監察御史，上疏彈劾嚴嵩，後貶為平陽縣縣丞，到官半年後以丁母憂歸。四十一年（1562年）去世，年五十二。隆慶元年（1567年）贈光祿寺少卿。

## 家族
曾祖王易；祖父王大韶，贈南京戶部主事加贈河南按察司僉事；父王橋，廣東左布政使。母郝氏（封安人）。具慶下。弟王宗蕃、王宗著、王宗蓁、王宗蔭。長子王玉，次子王在。

## 延伸阅读
[在维基数据编辑]
 《國朝獻徵錄·卷之六十六》，出自焦竑《國朝獻徵錄》
 《明史卷二百一十》，出自《明史》